# Tannenbühl

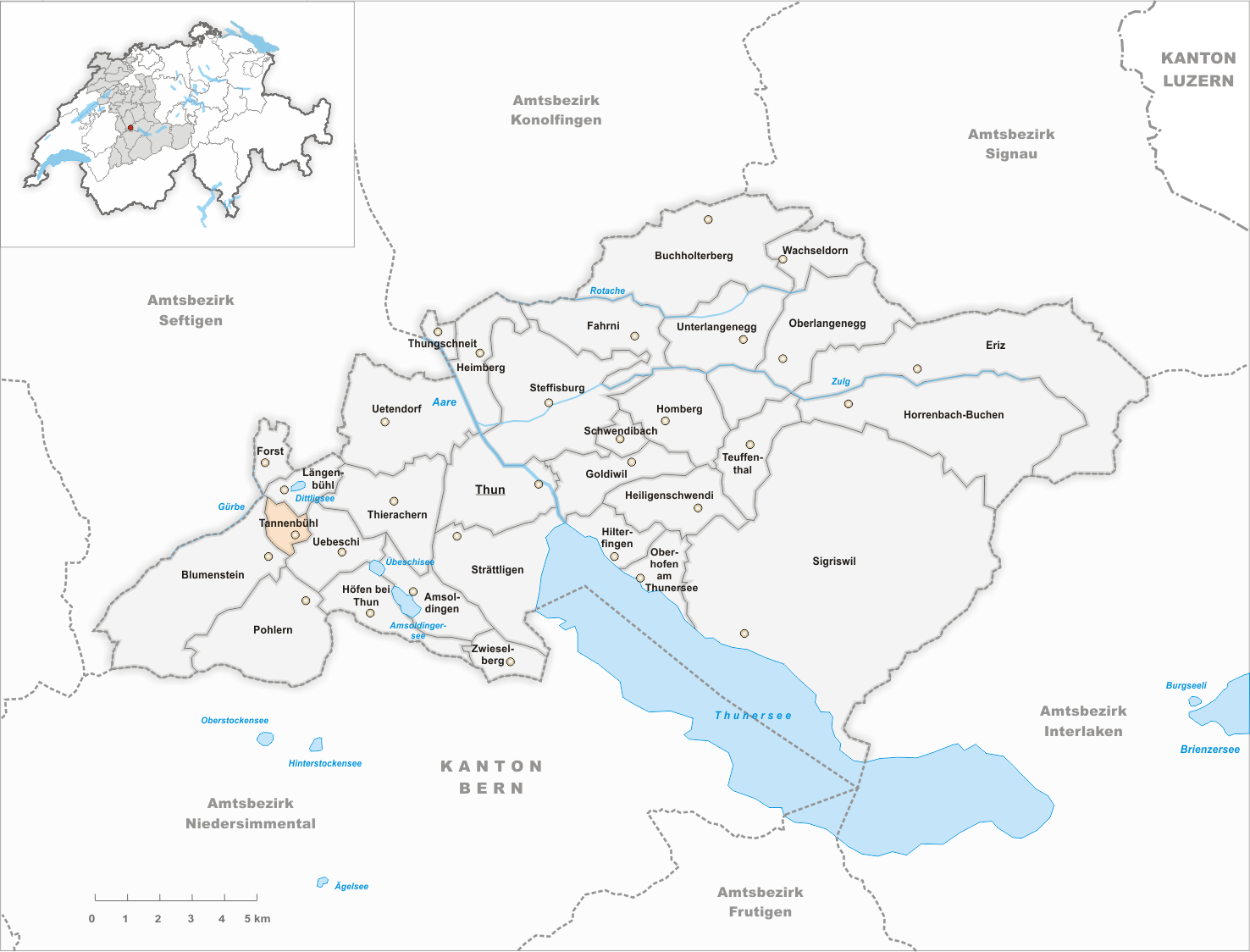
Gemeindestand vor der Fusion am 1. Januar 1859

Tannenbühl war bis 1858 eine selbstständige politische Gemeinde im Amtsbezirk Thun des Schweizer Kantons Bern. 1859 fusionierte Tannenbühl zur Gemeinde Blumenstein.